# 七山村 (和歌山県)
七山村（ななやまむら）は、和歌山県那賀郡にあった村。現在の海南市の北東端、貴志川の下流、右岸に位置する。地名の由来は、紀伊続風土記によると、七は七曲がりなどの七で数が多いこと、山の多い土地という意味だろう。1220年(承久2年)の石清水文書に、小川、柴目、七重山…とあり、七重山は七山のことであろう。とある。

## 地理
- 河川 ： 貴志川

## 歴史
- 1601年（慶長6年) - この年に実施された検地により、那賀郡七山村が編成される。
- 1876年（明治9年) - 七山尋常小学校開校。
- 1889年(明治22年) - 町村制の施行により、七山村・原野村・高津村 (和歌山県)・孟子村・野尻村 (和歌山県)・別院村・下津野村の区域をもって那賀郡北野上村が発足。同日、七山村廃止。